# Scheibensee (Naturschutzgebiet)
Das Gebiet Scheibensee ist ein mit Verordnung vom 2. August 1967 des Regierungspräsidiums Südwürttemberg-Hohenzollern ausgewiesenes Naturschutzgebiet (NSG-Nummer 4.041) im Südosten der Gemeinde Waldburg im Landkreis Ravensburg in Baden-Württemberg, Deutschland.

## Lage und Beschreibung
Das 5,64 Hektar große Naturschutzgebiet Scheibensee gehört zum Naturraum Oberschwäbisches Hügelland. Es liegt etwa 1,3 Kilometer südöstlich der Waldburger Ortsmitte auf einer Höhe von rund 663 m ü. NN und umfasst im Wesentlichen den in einem ehemaligen Toteisloch entstandenen Scheibensee. Der See mit einem Durchmesser von ungefähr 30 Metern liegt in einer Mulde am Außenrand einer am Ende der Würm-Kaltzeit vor rund 10.000 Jahren entstanden Moräne. Er ist heute von Flach- und Zwischenmoor mit Schwingrasenflächen umgeben. Das Gebiet wird durch den Edensbach und die Haslach in die Untere Argen entwässert. Der nordöstliche Teil des Schutzgebiets grenzt an das Naturschutzgebiet Blauensee.

## Flora und Fauna

### Flora
Aus der schützenswerten Flora sind neben über einhundert Zieralgenarten folgende Pflanzspezies (Auswahl) zu nennen:
Höhere Pflanzen
- Aronstabgewächse
  - Kleine Wasserlinse (Lemna minor L.)
- Binsengewächse
  - Flatter-Binse (Juncus effusus)
  - Vielblütige Hainsimse (Luzula multiflora)
- Birkengewächse
  - Hänge-Birke (Betula pendula)
  - Moor-Birke (Betula pubescens), auch Haar-, Besen- oder Behaarte Birke genannt

- Cladoniaceae

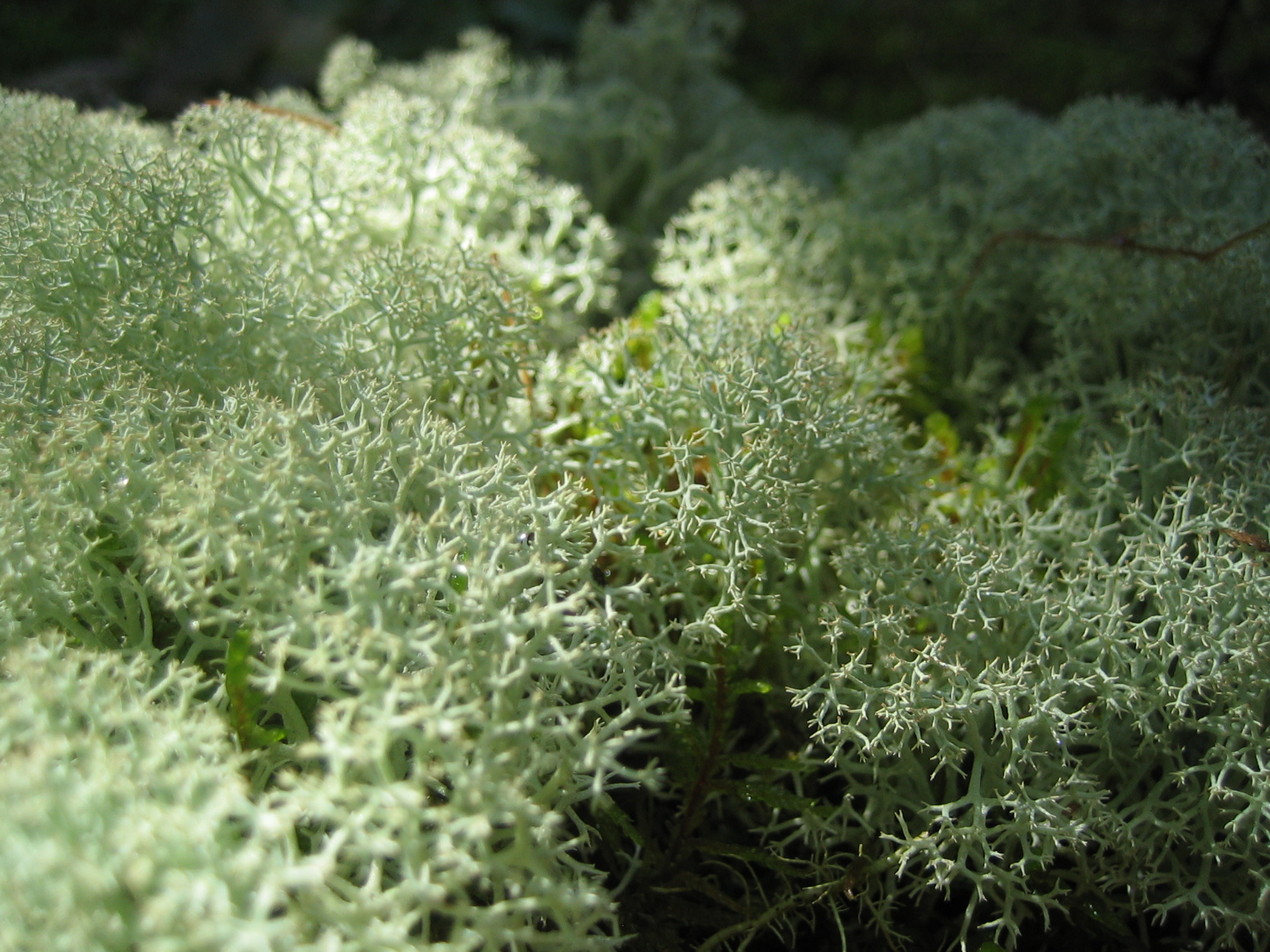
Echte Rentierflechte

  - Echte Rentierflechte (Cladonia rangiferina)
- Clusiaceae
  - Echtes Johanniskraut (Hypericum perforatum)
- Doldenblütler
  - Giersch (Aegopodium podagraria)
  - Wasserschierling (Cicuta virosa), stark giftig
  - Wiesen-Bärenklau (Heracleum sphondylium)
- Fieberkleegewächse
  - Fieberklee oder Bitterklee (Menyanthes trifoliata)
- Hahnenfußgewächse
  - Sumpfdotterblume (Caltha palustris)
- Hartriegelgewächse
  - Roter Hartriegel (Cornus sanguinea)
- Heidekrautgewächse
  - Besenheide (Calluna vulgaris), auch Heidekraut genannt
  - Rosmarinheide (Andromeda polifolia)
- Hülsenfrüchtler
  - Sumpf-Hornklee (Lotus pedunculatus)
  - Wiesen-Platterbse (Lathyrus pratensis)
- Korbblütler
  - Bach-Kratzdistel (Cirsium rivulare)
  - Kohl-Kratzdistel (Cirsium oleraceum), auch einfach nur als Kohldistel bezeichnet
  - Sumpf-Kratzdistel (Cirsium palustre)
  - Sumpf-Pippau (Crepis paludosa)
- Kreuzblütengewächse
  - Wiesen-Schaumkraut (Cardamine pratensis)
- Kreuzdorngewächse
  - Faulbaum (Frangula alnus)
- Lippenblütler
  - Kriechender Günsel (Ajuga reptans)
  - Ufer-Wolfstrapp (Lycopus europaeus)
- Nachtkerzengewächse
  - Vierkantiges Weidenröschen (Epilobium tetragonum s. l.)
  - Zottiges Weidenröschen (Epilobium hirsutum)
- Nelkengewächse
  - Gewöhnliches Hornkraut (Cerastium holosteoides)
  - Kuckucks-Lichtnelke (Lychnis flos-cuculi)
- Ölbaumgewächse
  - Gewöhnlicher Liguster (Ligustrum vulgare)
- Orchideen
  - Fleischfarbenes Knabenkraut (Dactylorhiza incarnata)
  - Mücken-Händelwurz (Gymnadenia conopsea), auch Langsporn-Händelwurz, Fliegen-Händelwurz oder Große Händelwurz genannt
  - Sumpf-Glanzkraut (Liparis loeselii)
  - Sumpf-Weichorchis (Hammarbya paludosa)
- Primelgewächse
  - Gewöhnlicher Gilbweiderich (Lysimachia vulgaris)
  - Pfennigkraut (Lysimachia nummularia), auch Münzkraut oder Pfennig-Gilbweiderich genannt
  - Strauß-Gilbweiderich (Lysimachia thyrsiflora)

- Rötegewächse

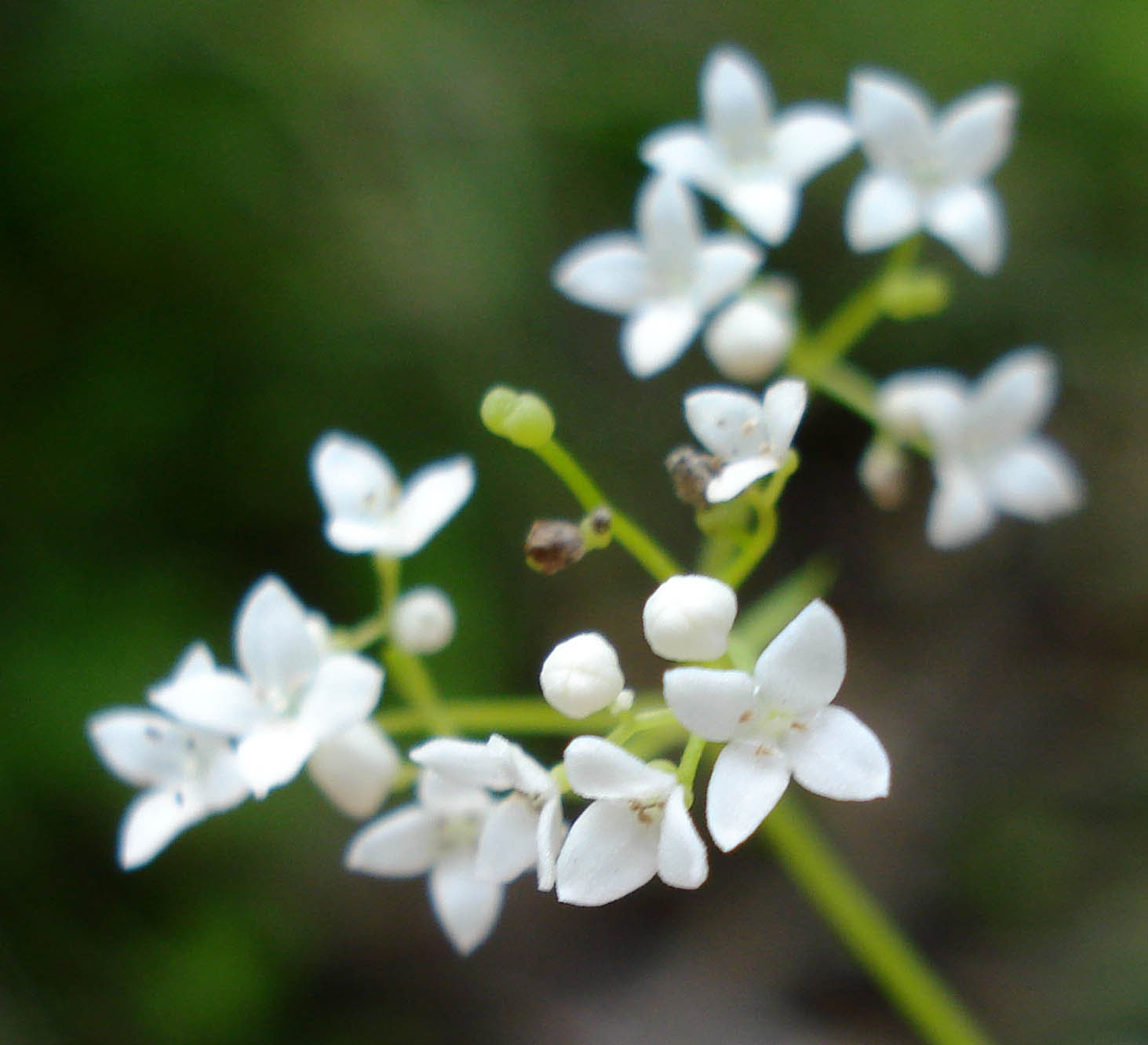
Moor-Labkraut

  - Moor-Labkraut (Galium uliginosum)
- Rohrkolbengewächse
  - Shuttleworths Rohrkolben (Typha shuttleworthii)
- Rosengewächse
  - Echtes Mädesüß (Filipendula ulmaria)
- Sauergrasgewächse (Cyperaceae), auch „Riedgrasgewächse“ oder „Riedgräser“ genannt
  - Armblütige Sumpfbinse (Eleocharis quinqueflora), auch Wenigblütige Sumpfsimse
  - Behaarte Segge (Carex hirta), auch Raue Segge
  - Blasen-Segge (Carex vesicaria), auch Schmalblättrige Blasen-Segge
  - Bleiche Segge (Carex pallescens)
  - Breitblättriges Wollgras (Eriophorum latifolium)
  - Faden-Segge (Carex lasiocarpa)
  - Floh-Segge (Carex pulicaris)
  - Hasenpfoten-Segge (Carex ovalis)
  - Scheiden-Wollgras (Eriophorum vaginatum), auch Moor-, Scheidiges - oder Schneiden-Wollgras
  - Schlamm-Segge (Carex limosa)
  - Schlank-Segge (Carex acuta), auch als Spitzsegge bezeichnet
  - Schmalblättriges Wollgras (Eriophorum angustifolium)
  - Schnabel-Segge (Carex rostrata)
  - Schuppenfrüchtige Gelb-Segge (Carex lepidocarpa)
  - Steife Segge (Carex elata)
  - Sumpf-Segge (Carex acutiformis), auch Scharfkantige Segge genannt
  - Zweihäusige Segge (Carex dioica)

- Schachtelhalmgewächse

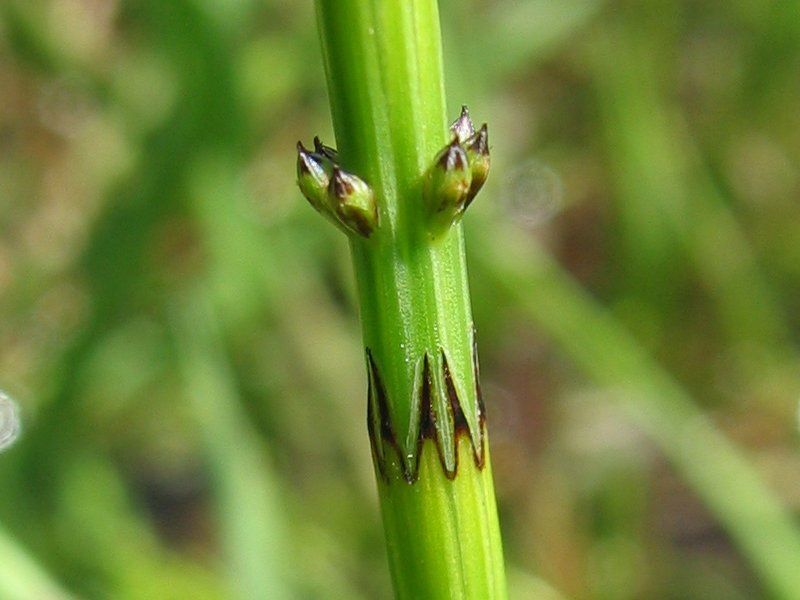
Sumpf-Schachtelhalm

  - Sumpf-Schachtelhalm oder Duwock (Equisetum palustre)
  - Teich-Schachtelhalm oder Schlamm-Schachtelhalm (Equisetum fluviatile)
- Seerosengewächse
  - Gelbe Teichrose (Nuphar lutea)
- Seifenbaumgewächse
  - Feldahorn (Acer campestre)

- Sonnentaugewächse

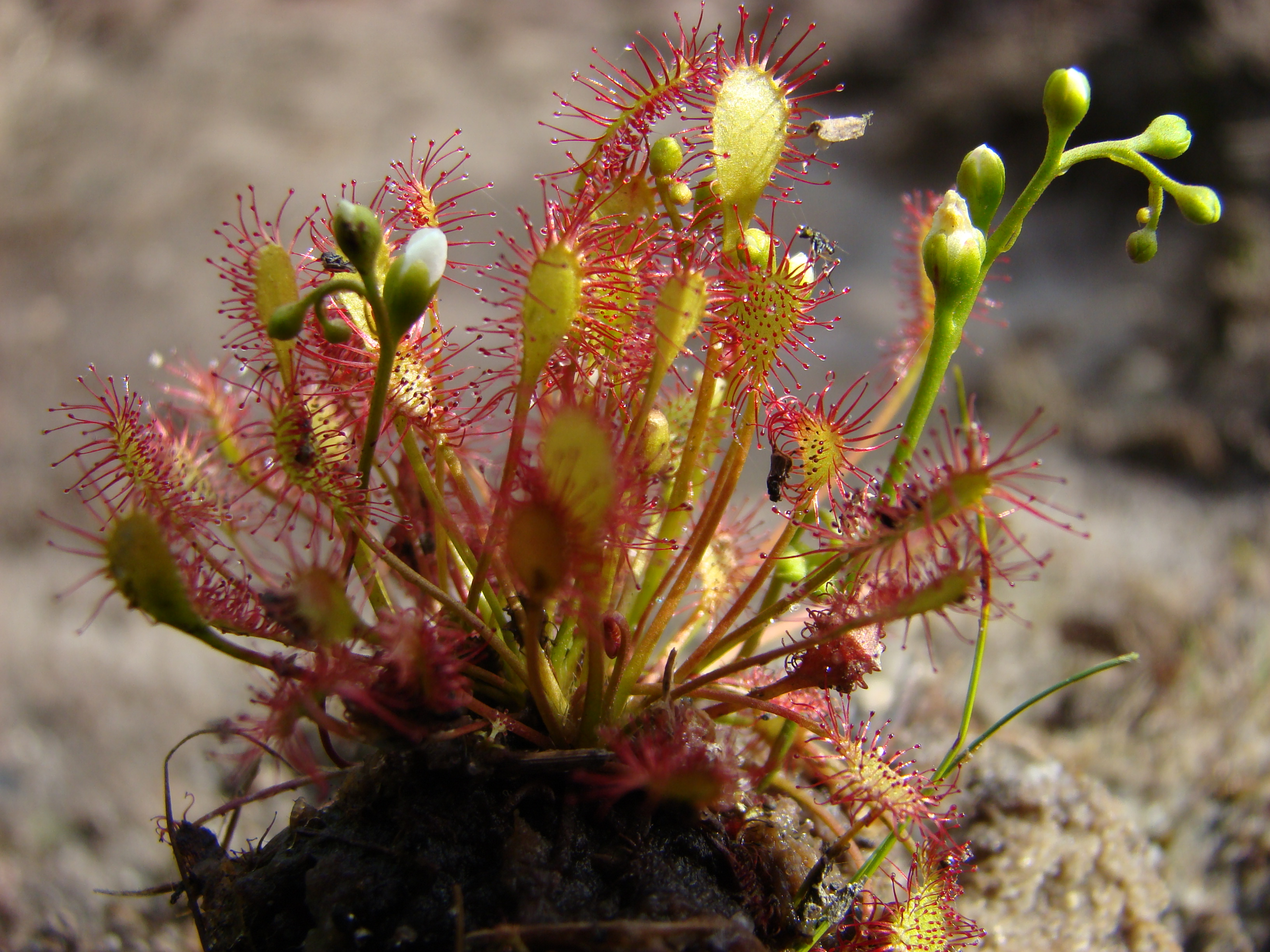
Mittlerer Sonnentau

  - Langblättriger Sonnentau (Drosera anglica), auch Langblatt-Sonnentau oder Englischer Sonnentau genannt
  - Mittlerer Sonnentau (Drosera intermedia)
  - Rundblättriger Sonnentau (Drosera rotundifolia), auch Himmelstau, Herrgottslöffel, Himmelslöffelkraut oder Widdertod genannt
- Süßgräser
  - Deutsches Weidelgras (Lolium perenne), auch als Ausdauernder Lolch bezeichnet
  - Gemeines Zittergras (Briza media)
  - Gewöhnlicher Rot-Schwingel (Festuca rubra)
  - Rasen-Schmiele (Deschampsia cespitosa)
  - Rotes Straußgras oder Rot-Straußgras (Agrostis capillaris)
  - Wiesen-Fuchsschwanz (Alopecurus pratensis)
  - Wiesen-Kammgras (Cynosurus cristatus)
  - Wolliges Honiggras (Holcus lanatus)
- Veilchengewächse
  - Sumpf-Veilchen (Viola palustris)
- Weiderichgewächse
  - Gewöhnlicher Blutweiderich (Lythrum salicaria)
- Zeitlosengewächse
  - Herbst-Zeitlose (Colchicum autumnale), Giftpflanze des Jahres 2010

Moose

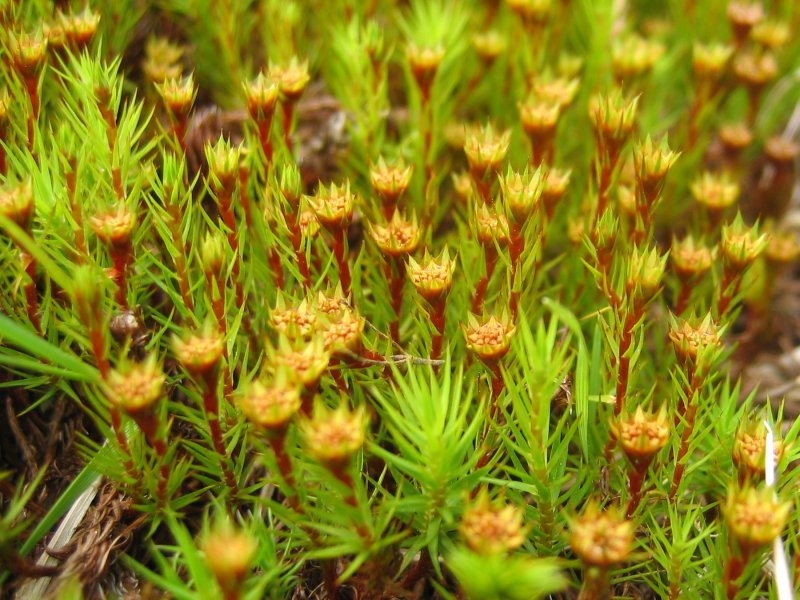
Steifblättriges Frauenhaar

- Steifblättriges Frauenhaar (Polytrichum strictum)
- Sumpf-Streifensternmoos (Aulacomnium palustre)
- Vertreter der Gattungen Fissidens, Schlaf- und Torfmoose

### Fauna
Bereits 1933 wurden im Gebiet des Scheibensees 16 Libellenarten beschrieben, unter anderem:
- Schlanklibellen
  - Gemeine Becherjungfer (Enallagma cyathigerum), früher auch als Becher-Azurjungfer bezeichnet

Folgende Tierarten (Auswahl) sind zusätzlich beschrieben:
- Grasfrosch (Rana temporaria)